# Biskupska konferencija Urugvaja
Biskupska konferencija Urugvaja (špa. Conferencia Episcopal del Uruguay; CEU), stalna je institucija Katoličke Crkve u Urugvaju. Osnovana je u skladu s propisima kanonskoga prava te djeluje prema Zakoniku kanonskoga prava i drugim propisima i uputama koje je izdala Sveta Stolica. Članica je Latinoameričke biskupske konferencije.

## Članovi
Biskupska konferencija je sastavljena od 1 nadbiskupa, 9 biskupa, 2 pomoćna biskupa i 6 biskupa emeritusa. Trenutno vodstvo konferencije čine:
- Rodolfo Wirz, predsjednik
- Arturo Fajardo, potpredsjednik
- Heriberto Bodeant, tajnik

### Bivši članovi
- Alberto Methol Ferré (1929 - 2009)
- José Gottardi Cristelli (1923 - 2005)